# Hwangnyongsa
Le Hwangnyongsa ou Hwang Nyongsa (황룡사 en hangul, 皇龍寺 en hanja) est un ancien temple bouddhiste, construit au VIe siècle durant la période Silla dans la capitale coréenne de l'époque : Gyeongju. Il fut détruit en 1238 lors des invasions mongoles. Ses vestiges font l'objet de recherches archéologiques depuis 1978. Hwangnyongsa signifie « temple du Dragon doré ».